# Erich Brandenberger
Erich Brandenberger, född 15 juli 1892 i Augsburg, död 21 juni 1955 i Bonn, var en tysk militär. Han befordrades till generalmajor 1940 och till general i pansartrupperna 1943. Brandenberger erhöll Riddarkorset av Järnkorset med eklöv 1943. Han var i amerikansk krigsfångenskap från maj 1945 till 1948.

## Befäl
- generalstaben i XXIII. Armeekorps september 1939 – februari 1941
- 8. Panzer-Division februari 1941 – januari 1943
- XXIX. Armeekorps maj 1943 – juli 1944
- 7. Armee augusti 1944 – februari 1945
- 19. Armee mars – maj 1945.